# Fiume Alento
Fiume Alento este o arie protejată (arie specială de conservare — SAC, sit de importanță comunitară — SCI) din Italia întinsă pe o suprafață de 3.024 ha, integral pe uscat.

## Localizare
Centrul sitului Fiume Alento este situat la coordonatele 40°16′08″N 15°10′24″E / 40.268889°N 15.173333°E.

## Înființare
Situl Fiume Alento a fost declarat sit de importanță comunitară în mai 1995 pentru a proteja 29 de specii de animale. Situl a fost protejat și ca arie specială de conservare în mai 2019.

## Biodiversitate
Situată în ecoregiunea mediteraneană, aria protejată conține 4 habitate naturale: Păduri de Platanus orientalis și Liquidambar orientalis (Platanion orientalis), Galerii de Salix alba și de Populus alba, Râuri mediteraneene cu debit permanent și vegetație de Glaucium flavum, Tufărișuri termo-mediteraneene și de pre-deșert.
La baza desemnării sitului se află mai multe specii protejate:
- păsări (14): ciocârlie-de-câmp (Alauda arvensis), pescăruș albastru (Alcedo atthis), pasărea ogorului (Burhinus oedicnemus), erete de stuf (Circus aeruginosus), porumbel gulerat (Columba palumbus), dumbrăveancă (Coracias garrulus), prepeliță (Coturnix coturnix), găinușă de baltă (Gallinula chloropus), sfrâncioc roșiatic (Lanius collurio), ciocârlie de bărăgan (Melanocorypha calandra), sitar de pădure (Scolopax rusticola), turturică (Streptopelia turtur), sturz-cântător (Turdus philomelos), nagâț (Vanellus vanellus)
- amfibieni (2): Bombina pachypus, Salamandrina terdigitata
- mamifere (6): vidră de râu (Lutra lutra), liliac cu aripi lungi (Miniopterus schreibersii), liliac cu urechi de șoarece (Myotis blythii), liliac comun (Myotis myotis), liliacul mare cu potcoavă (Rhinolophus ferrumequinum), liliacul mic cu potcoavă (Rhinolophus hipposideros)
- nevertebrate (2): Coenagrion mercuriale, Oxygastra curtisii
- pești (3): Alburnus albidus, Alosa fallax, Rutilus rubilio
- reptile (2): șarpele cu patru dungi (Elaphe quatuorlineata), țestoasa de baltă (Emys orbicularis)

Pe lângă speciile protejate, pe teritoriul sitului au mai fost identificate 5 specii de amfibieni, 5 specii de nevertebrate, 3 specii de reptile.